# Võ Chí Công
Võ Chí Công (7 de agosto de 1912 - 8 de setembro de 2011) foi um político vietnamita, tendo sido presidente de seu país entre 1987 e 1992.
Nasceu na província de Quang Nam. Iniciou suas atividades políticas em 1930, quando se juntou a Phan Boi Chau e Phan Chu Trinh, na luta pela independência da Indochina Francesa. Juntou-se ao partido comunista em 1935, e lutou na Segunda Guerra Mundial.
Possuiu alguns cargos políticos, inclusive durante a Guerra do Vietnã, até se tornar presidente em 1987.
Morreu na Cidade de Ho Chi Minh em setembro de 2011.